# Bandera d'Aitona

## Descripció
Bandera apaïsada, de proporcions dos d'alt per tres de llarg, tricolor vertical, de color vermell, verd fosc i groc. El primer terç, amb vuit discs grocs, cadascun de diàmetre 1/10 de l'alçària del drap, posats en dos rengles verticals separats per una distància d'1/15 de la llargària del drap i amb la mateixa separació vertical entre cada disc, al centre; el segon terç, amb el gall groc de l'escut d'alçària 3/5 de la del drap i amplària 3/10 de la llargària del mateix drap, al centre, i l'últim terç, amb quatre pals vermells.

## Història
Va ser publicada en el DOGC el 15 d'octubre del 2002.